# Theodor Kittel
Theodor Kittel (* 4. Februar 1883 in Stuttgart; † 27. Januar 1970) war ein deutscher Verwaltungsjurist.

## Werdegang
Kittel wurde als Sohn des Universitätsprofessors Rudolf Kittel und der Emilie Groß geboren. Er besuchte Gymnasien in Breslau und Leipzig und studierte von 1901 bis 1905 Rechtswissenschaft, Volkswirtschaft und Erdkunde in Tübingen und Leipzig, wo er 1905 promovierte. Seit 1902 war er Mitglied der Studentenverbindung Luginsland Tübingen.  Nach dem Referendariat trat er 1907 bei der Generaldirektion der Sächsischen Staatseisenbahnen in den höheren Verwaltungsdienst ein. Von 1910 bis 1912 arbeitete er für das Sächsische Finanzministerium. Anschließend war er hier als Finanzamtmann (Regierungsrat) in der Eisenbahnabteilung. Ab 1920 war er Ministerialrat im Reichsverkehrsministerium, ab 1924 Reichsbahndirektor. Von Oktober 1937 bis Mai 1945 war er Ministerialdirigent und Referent in der Rechtsabteilung der Eisenbahnverwaltung im Reichsverkehrsministerium.
Nach Kriegsende war er ab November 1945 Referent in der Obersten Betriebsleitung der Reichsbahn in der Amerikanischen Zone. Von 1946 bis 1947 war er Mitglied des Verkehrsdirektoriums und stellvertretender Generaldirektor des Verkehrswesens in der US-Zone sowie gleichzeitig Leiter der Abteilung Eisenbahnen im Verkehrsdirektorium. Zum 1. März 1948 ging er in den Ruhestand.
Er war während der Weimarer Republik Mitglied des Reichsdisziplinarhofs und ging von 1932 bis 1945 einem Lehrauftrag der preußischen Regierung an der Universität Berlin nach.

## Ehrungen
- 1953: Großes Verdienstkreuz der Bundesrepublik Deutschland